# レミントンランド
レミントンランド (Remington Rand, 1927–1955) は、アメリカの事務機器製造企業であり、タイプライターやメインフレームのUNIVACシリーズの製造元としてよく知られている。19世紀前半に創業したレミントン・アームズから成長し、事務機器、電気かみそりなど様々な製品を製造販売するコングロマリットとなった。1911年ニューヨークに建設された20階建ての超高層ビルはレミントンランド・ビルディングと呼ばれ、本社として使われていた。

## 前史
1867年、ミルウォーキー港収税官のクリストファー・ショールズはタイプライターを作ることを思い立った。彼はいくつかの特許をとり、これを商売とするために出資者を募って製品化を進めた。これを製造する工場を探してたどり着いたのが、当時、小火器やミシンを製造していたE・レミントン・アンド・サンズ社（後のレミントン・アームズ）である。1874年、最初のレミントン製タイプライターが売り出された。このタイプライターは当時としては画期的なタイプ速度を実現していて、その秘密はQWERTY配列の発明にあった。1886年、E・レミントン・アンド・サンズ社はタイプライター部門を分離し、ウィックオフ・シーマンズ・アンド・ベネディクト社に売却してレミントン・スタンダード・タイプライター社となった。1890年には、レミントン・タイプライター社は年間2万台のタイプライターを製造する大企業に成長している。
一方1898年、銀行員だったジェームズ・ランド・シニアはオフィスの書類整理を簡単にするファイリングシステム（仕切り紙やタブや色付き付箋）を考案し、ランド社を設立した。この会社のファイルシステムはすぐさま大企業のファイルシステム市場を独占した。1908年にはランド社はアメリカ全土に支店を持つ大企業に成長し、息子のジェームズ・ランド・ジュニアが始めたカードを使った記録保管システムも大成功を収める。1915年、ジュニアは独立してアメリカン・カーデックス社を設立し、1920年には海外にまで支店を持つ企業に育て上げた。1925年、父の引退を期に両社は合併してランド・カーデックス社となった。
パンチカードによって統計情報を集計するタビュレーティングマシンは、後にIBMの一部となったTMC社が最初である。TMC社はアメリカ合衆国統計局を顧客としていた。しかし、局長が交代するとTMC社は取引を打ち切られ、代わりに統計局はジェームズ・パワーズという技師を1907年に雇ってタビュレーティングマシンの改良をさせた。このパワーズが後にTMC社のライバルとなるパワーズ会計機社を1911年に設立して、後の1927年にスペリーランド社に吸収された。

## 歴史

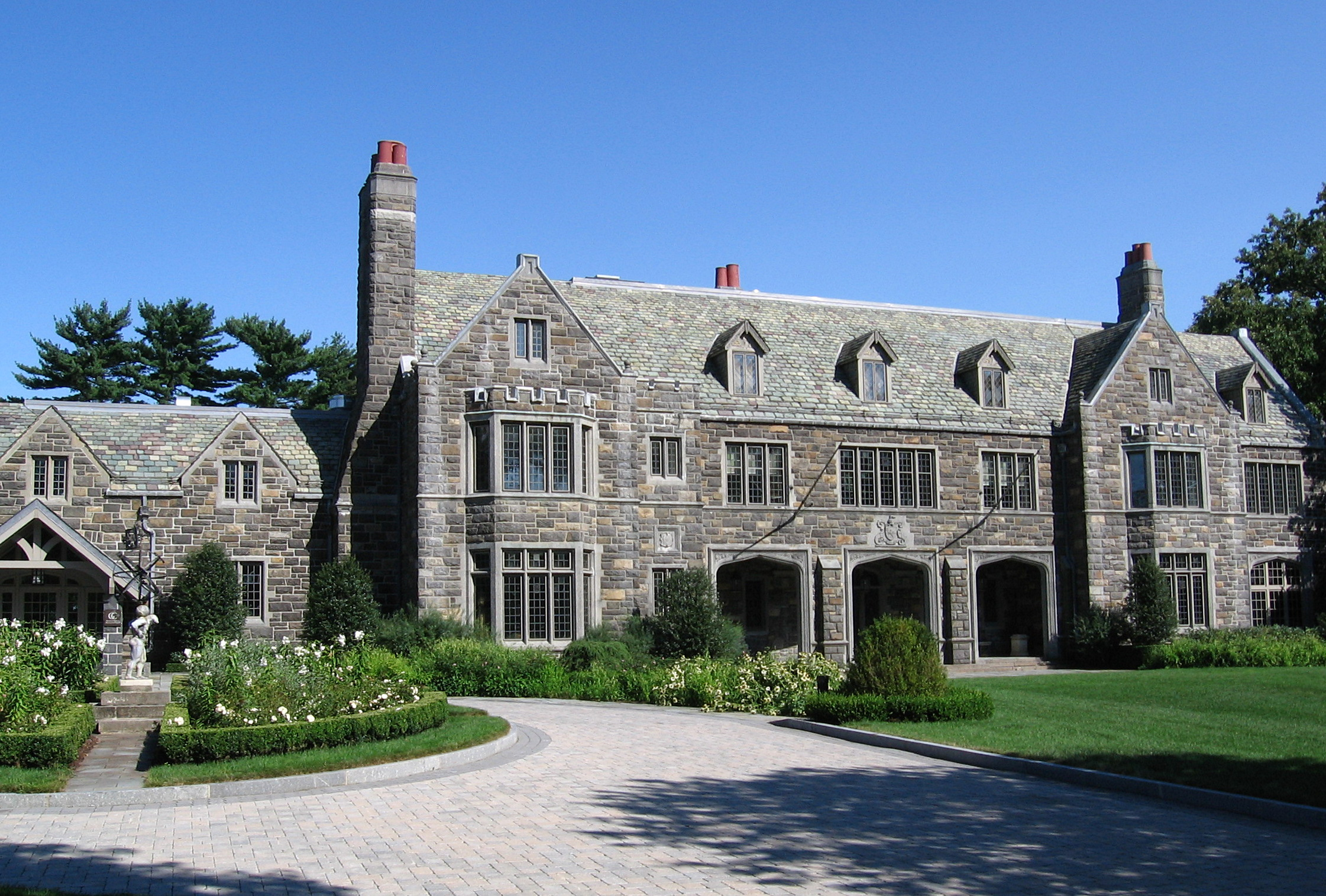
1943年から1964年まで本社として使われた建物（コネチカット州ロウェイトン）。マンハッタン計画を指揮したレズリー・グローヴスが、この時期の研究開発部門を指揮していた。

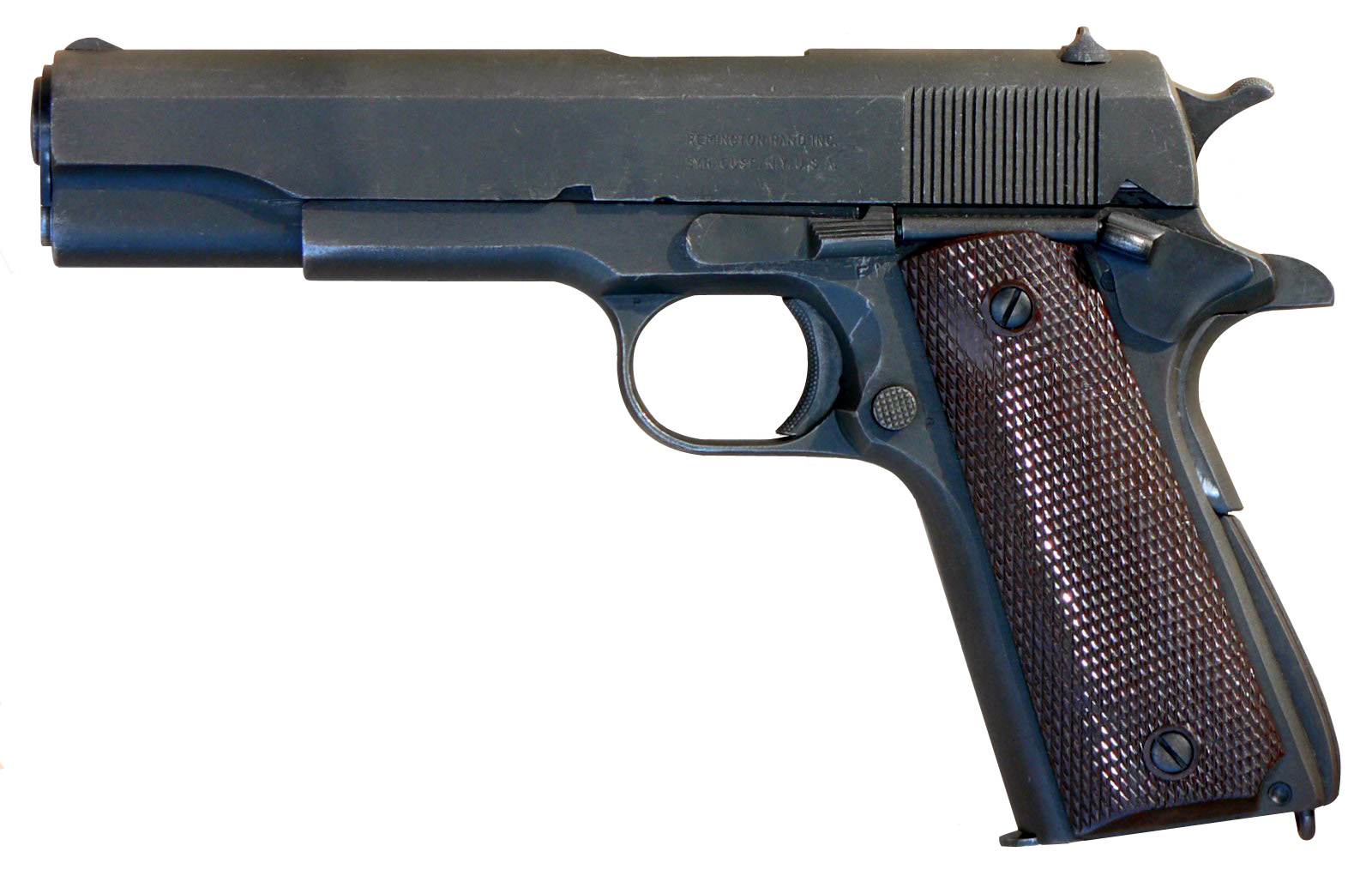
レミントンランド製のM1911A1拳銃

1927年、ランド・カーデックス社は事務機器の総合企業となる決意を固め、最初の1年以内に、ダルトン加算機会社、パワーズ会計機械会社、ベーカー-ヴォーター会社、カラマズールーズリーフバインダー会社を買収した。そのなかにレミントン・スタンダード・タイプライター社があり、最終的に社名をレミントンランド社と変更した。ジェームズ・ランド・ジュニアは1958年まで社長を務めた。
1942年から1945年まで、レミントンランドはアメリカ陸軍で使われたM1911A1拳銃を製造した。戦時中の生産量はレミントンランド社が一番多かったという。
1950年、ENIACを作った技術者の会社エッカート＝モークリ・コンピュータ社を買収し、1951年に統計局に最初の UNIVAC I を納入した。1952年にはエンジニアリング・リサーチ・アソシエイツ (ERA) を買収した。レミントンランドはアメリカ有数のコンピュータ企業へと成長していった。
1951年6月14日、同社初のコンピュータUNIVAC I（Universal Automatic Computer）が発表された。空軍や陸軍など、米軍の多くの部門がこのコンピュータを最初に使用した。企業がコンピュータを購入し始めると、大きくてかさばるため、レミントンランドの施設にコンピュータを置いていくことになった。UNIVAC Iは車1台分のガレージほどの大きさで、46台が製造され、1台100万ドルで販売された。
1952年には、アメリカ軍の将軍（元帥）で、GHQ最高司令官であったダグラス・マッカーサーが会長として迎えられた。
レミントンランドは1955年にスペリー社に買収され、スペリーランド社となる（後に単にスペリー社となった）。スペリー社は1986年にバローズ社に吸収合併されユニシス社となった。

## 製品

### タイプライター
もともとE・レミントン・アンド・サンズ社で製造されていたレミントン・タイプライターは、世界で初めてQWERTY配列のキーボードを採用している。これは、ショールズの設計を、E・レミントン・アンド・サンズ社のジェファーソン・ムーディー・クローとウィリアム・マッケンドリー・ジェンヌが改良し、それをショールズが再改良したものである。最初に発売された機種はショールズ・アンド・グリデン・タイプライターと呼ばれ、大文字のみ印字可能だった。レミントンランドとなってからもタイプライターの製造販売を継続している。

### UNIVAC
UNIVAC I (UNIVersal Automatic Computer I) は、アメリカ合衆国初の商用コンピュータである。ENIAC開発で知られるジョン・プレスパー・エッカートとジョン・モークリーが設計した。設計は彼らが創業したエッカート＝モークリ・コンピュータで始められ、同社をレミントンランドが買収した。後継機が登場するまでは、単に "the UNIVAC" と呼ばれていた。
最初のUNIVACは、1951年3月31日にアメリカ合衆国国勢調査局に納入されて6月14日から運用開始された。5号機はアメリカ原子力委員会向けに製造されたが、CBSが1952年アメリカ合衆国大統領選挙の開票予想に使用し、1パーセントのサンプルからアイゼンハワーの勝利を予想し的中させた。
それに先立つ1949年、Remington Rand 409 というプラグボードでプログラミングするタビュレーティングマシンを設計しているが、これは1952年に UNIVAC 60 （1953年には記憶容量を倍増させた UNIVAC 120）として製品化された。

### 他の製品
レミントンランドはまた、電気シェーバーも製造していた。1937年から製造販売をしていたが、1979年には企業家ビクター・キアムに同部門を売却し、キアムはこれをレミントン・プロダクツとして独立させた。レミントン・プロダクツは2003年に電池製造で知られるレイオバックに売却された。レイオバックは今ではスペクトラム・ブランズの傘下にある。

## ポップカルチャーとの関係
リチャード・イェーツの1961年の小説『家族の終りに』に、レミントンランドと同社の本社ビルが Knox Co. および Knox Building として登場している。ランド・カーデックス社は1921年、ニューヨーク州トナウォンダを本拠地とするアメリカンフットボールのチーム Tonawanda Kardex のスポンサーとなった。同年NFLに参加したが、リーグメンバーとして1試合戦っただけでチームが解散となった。